# Drygały (gromada)
Drygały – dawna gromada, czyli najmniejsza jednostka podziału terytorialnego Polskiej Rzeczypospolitej Ludowej w latach 1954–1972.
Gromady, z gromadzkimi radami narodowymi (GRN) jako organami władzy najniższego stopnia na wsi, funkcjonowały od reformy reorganizującej administrację wiejską przeprowadzonej jesienią 1954 do momentu ich zniesienia z dniem 1 stycznia 1973, tym samym wypierając organizację gminną w latach 1954–1972.
Gromadę Drygały z siedzibą GRN w Drygałach utworzono – jako jedną z 8759 gromad na obszarze Polski – w powiecie piskim w woj. olsztyńskim na mocy uchwały nr 24 WRN w Olsztynie z dnia 4 października 1954. W skład jednostki weszły obszary dotychczasowych gromad Drygały, Nowe Drygały i Myszki oraz miejscowość Karczmisko z dotychczasowej gromady Nitki ze zniesionej gminy Drygały w tymże powiecie. Dla gromady ustalono 22 członków gromadzkiej rady narodowej.
1 stycznia 1960 do gromady Drygały włączono obszar zniesionej gromady Pogorzel Wielka w tymże powiecie.
31 grudnia 1967 z gromady Drygały wyłączono: a) część obszaru PGR Dąbrówka Drygalska (108 ha), włączając ją do gromady Biała Piska; b) część obszaru PGL nadleśnictwo Drygały (42 ha), włączając ją do gromady Orzysz; oraz c) oraz część obszaru PGR Kosinowo (291 ha), włączając ją do gromady Kumielsk – w tymże powiecie; do gromady Drygały włączono natomiast część obszaru PGL nadleśnictwo Drygały (785 ha) z gromady Szczechy Wielkie oraz część obszaru PGR Rakowo Małe (30 ha) z gromady Różyńsk Wielki w tymże powiecie.
Gromada przetrwała do końca 1972 roku, czyli do kolejnej reformy gminnej.